# Зразковский сельский совет (Бильмакский район)
Зразковский сельский совет (укр. Зразківська сільська рада) — входит в состав
Бильмакского района
Запорожской области
Украины.
Административный центр сельского совета находится в 
с. Зразковое.

## Населённые пункты совета
- с. Зразковое
- с. Верхнедрагунское
- с. Диброва
- с. Зелёный Гай